# Johann George von Lindenau
Johann George von Lindenau (* 1704; † 24. Juli 1771 in Altenburg) war Erb-, Lehn- und Gerichtsherr auf Windischleuba, Polenz bei Brandis, Nobitz, Pohlhof und Heuckewalde, herzoglich-württembergischer Oberhofmeister und Ritter des St. Hubertusordens.

## Leben
Er war der Sohn von Johann George von Lindenau († 1728), Herr auf Polenz, herzoglich-sächsischer Oberstallmeister in Gotha und der Sophie Elisabeth von Zehmen aus dem Hause Windischleuba und Nobitz. Verheiratet war er mit Henrietta Augusta Pflugk aus dem Hause Heuckewalde. Von seiner Schwägerin Carolina Louise von Einsiedel geb. Pflugk kaufte er am 12. Dezember 1765 deren 3. Teil des Rittergutes Heuckewalde. Er starb in Altenburg und wurde am 27. Juli 1771 nach Windischleuba überführt, um in der dortigen Familiengruft beigesetzt zu werden.

## Kinder
- Friedrich Wilhelm von Lindenau († 1776), kursächsischer Hof- und Justitienrat zu Dresden, verheiratet mit Caroline Agnese geb. Senfft von Pilsach, deren einziges Kind starb 1776
- Johann August von Lindenau (* 1748, † 1817), kursächsischer Appellationsrat zu Dresden, Vater von Bernhard von Lindenau
- Christiana Augusta, Ehefrau des Geheimen Legationsrats von Beulwitz
- Johanna Elisabetha, Ehefrau des Hofmarschalls Johann Wilhelm von Hertzberg
- Gottlob Heinrich von Lindenau (1755–1830), Kammerherr und Kreisoberforstmeister